# Aberdeen (Nova Gales do Sul)
Aberdeen é uma pequena cidade australiana localizada no estado da Nova Gales do Sul. Fica a 12 quilômetros ao norte de Muswellbrook, a partir da estrada Nova Inglaterra. Em 2006, sua população era de 1 791 habitantes, dos quais 906 são homens e 885 são mulheres.

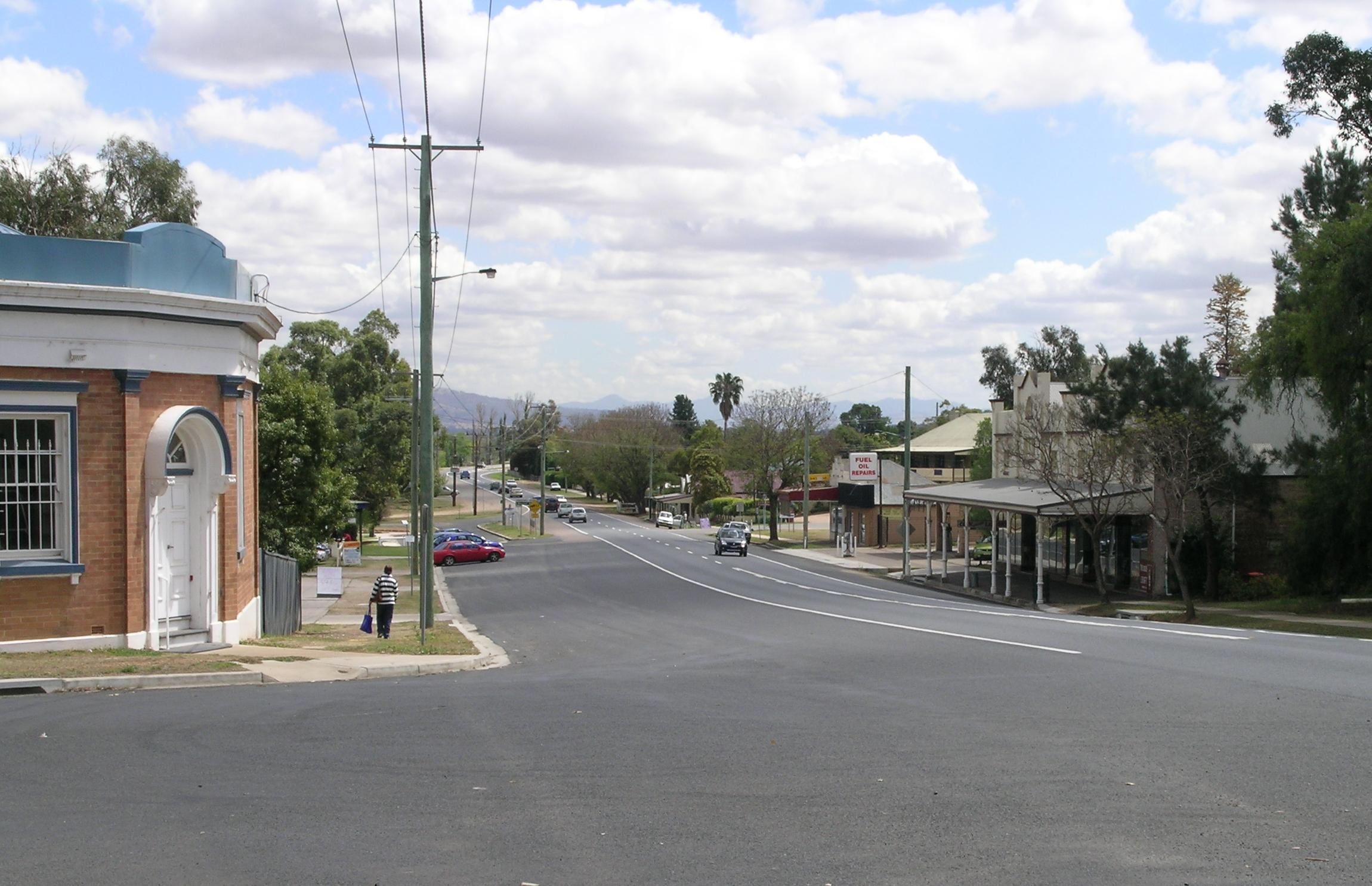
Estrada Nova Inglaterra, Aberdeen